# Anneliese Zänsler
Barbara Helene Anneliese Zänsler (verh. Zoephel; * 1. März 1927 in Cämmerei; † 17. Oktober 2023) war eine deutsche Opern- und Operettensängerin (Sopran), Gesangspädagogin und Musikwissenschaftlerin.

## Leben
Anneliese Zänsler wurde in Cämmerei (heute zu Brandis bei Leipzig gehörig) als Tochter des Bergingenieurs Georg Zänsler geboren. Sie besuchte die von Steybersche Höhere Mädchenschule in Leipzig und nach deren Auflösung die Wirtschaftsoberschule in Leipzig. Nach dem kriegsbedingten Notabitur 1944 wegen der Einberufung zum Reichsarbeitsdienst kehrte sie 1945 nochmals an die Wirtschaftsoberschule zurück und legte im darauf folgenden Jahr das reguläre Abitur ab.
Von 1948 bis 1951 studierte sie Gesang an der Hochschule für Musik Leipzig, u. a. bei Kammersängerin Margarete Bäumer. 1951 wurde sie als dramatische Opernsängerin an das Meininger Theater engagiert und debütierte dort als Marta in der Oper Tiefland. Die Partien der Agathe im Freischütz, der Bersi in Andrea Chénier und die Titelpartie in der Aida folgten.
Nach der Scheidung von ihrem ersten Mann kehrte sie 1955 an die Bühne zurück und erhielt ein Engagement als Solistin im dramatischen Fach und als Operettendiva am Landestheater Halle, 1956 am Hans-Otto-Theater in Potsdam. Von 1957 bis 1959 war sie als Opernsängerin an den Bühnen der Stadt Magdeburg tätig, seit 1959 an den Städtischen Theatern Karl-Marx-Stadt (Chemnitz). Von dort wurde sie 1962 an die Staatsoperette Dresden als 1. Operettensängerin berufen. Seit 1966 arbeitete sie freischaffend und gastierte in den folgenden zwei Jahrzehnten an fast allen Theatern der DDR und als Konzertsängerin bei zahlreichen Sinfonieorchestern im In- und Ausland. Sie wurde besonders durch ihre Fähigkeit geschätzt, kurzfristig in Hauptrollen einspringen zu können, wobei sie sich auf ihr großes Repertoire von 58 Opern- und Operettenpartien stützen konnte.
1986/87 wirkte sie in der Funktion des Chefdramaturgen und stellvertretenden Intendanten am Kreistheater Döbeln.
In den Jahren 1965 bis 1968 nahm sie an der Hochschule für Musik Carl Maria von Weber Dresden ein Abendstudium auf, das sie mit dem Staatsexamen als Gesangspädagogin abschloss. Das Thema ihrer Diplomarbeit lautete: Die Bedeutung der historischen Gesangsmethoden für den Sänger der Gegenwart. Im Jahre 1983 promovierte sie an der Martin-Luther-Universität Halle-Wittenberg bei Walther Siegmund-Schultze im Fach Musikwissenschaft über Die Stadtmusik in Pirna – Von den Anfängen der Stadtpfeiferei bis zum Zerfall der Stadtkapelle im Jahre 1907. Sie legte damit die Ergebnisse ihrer seit 1977 betriebenen Forschungen nieder.
Ihre langjährigen Erfahrungen als Sängerin gab sie auch später noch zahlreichen Gesangsschülerinnen und -schülern weiter. In ihren Veröffentlichungen beschäftigte sie sich speziell mit dem bürgerlichen Musikleben im sächsischen Raum.
Anneliese Zänsler war von 1971 bis zu seinem Tod im Jahr 2017 mit dem Dirigenten und Komponisten Klaus Zoephel verheiratet. Sie lebte seit 1995 in Ingolstadt.

## Haupt- und Titelrollen (Auswahl)
- Marta – Tiefland (Eugen d’Albert)
- Agathe – Der Freischütz (Carl Maria von Weber)
- Kurfürstin – Der Vogelhändler (Carl Zeller)
- Königin Maria Tudor – Der Günstling (Rudolf Wagner-Régeny)
- Eurydike – Orpheus und Eurydike (Christoph Willibald Gluck)
- Helena – Die schöne Helena (Jacques Offenbach)
- Aida – Aida (Giuseppe Verdi)
- Bersi – Andrea Chénier (Umberto Giordano)
- Rosalinde – Die Fledermaus (Johann Strauss)
- Saffi – Der Zigeunerbaron (Johann Strauss (Sohn))

## Publikationen
- Die Geschichte der Stadtmusik in Pirna (= Schriftenreihe des Stadtmuseums Pirna. Heft 4, ISSN 0323-7516). Stadtmuseum Pirna, Pirna 1985.
- Die Dresdner Stadtmusik, Militärmusikkorps und Zivilkapellen im 19. Jahrhundert (= Musik in Dresden. Bd. 2). Laaber-Verlag, Laaber 1996, ISBN 3-89007-319-0.
- Rosalie und Feodor von Milde. Ein deutsches Sängerpaar in Weimar zur Zeit von Liszt, Wagner und Cornelius. Gayatri, Berlin 2008, ISBN 978-3-9806832-7-2.
- Musik in Pirna. Das 20. Jahrhundert bis zum Ende der DDR. Selbstverlag, Ingolstadt 2009, ISBN 978-3-00-028034-4.